# Baruch Samuel Blumberg
Pour les articles homonymes, voir Baruch et Blumberg (homonymie).
Baruch Samuel Blumberg, né le 28 juillet 1925 à New York et mort le 5 avril 2011 à Mountain View en Californie, est un scientifique américain récompensé par le prix Nobel de physiologie ou médecine en 1976 pour la découverte concernant de nouveaux mécanismes expliquant l'origine et la dissémination des maladies infectieuses. Blumberg identifia le virus de l'hépatite B, et développa plus tard un test diagnostique et un vaccin.

## Biographie
Baruch Samuel Blumberg (Barry, pour ses amis) est né à New York le 28 juillet 1925. C'est le deuxième et avant-dernier enfant de Meyer Blumberg, un avocat et de Ida Blumberg.
Il étudie d'abord à la Yeshiva de Flatbush, à Brooklyn.
Blumberg étudia à la Far Rockaway High School au début des années 1940, une école qui vit également passer les lauréats Burton Richter et Richard Feynman. Il alla ensuite à l'Union College à Schenectady dans l'État de New York et fut diplômé avec les honneurs en 1945. Puis il étudia les mathématiques à l'université Columbia mais s'orienta finalement vers la médecine et entra au Columbia's College of Physicians and Surgeons, où il reçut son doctorat de médecine en 1951. Il resta au Columbia Presbyterian Medical Center pendant les quatre années suivantes, d'abord en tant que résident puis en tant qu'interne. Puis il étudia la biochimie au Balliol College à Oxford et reçu son Ph.D. en 1957.
Il devint membre du Fox Chase Cancer Center de Philadelphie en 1964 et a tenu le poste de professeur universitaire de médecine et d'anthropologie à l'université de Pennsylvanie à partir de 1977. Il fut également Master du Balliol College de 1989 à 1994. Et de 1999 à 2002, il fut directeur du NASA Astrobiology Institute du Ames Research Center à Moffett Field en Californie.
La carrière de Blumberg était basée sur la volonté de sauver des vies humaines. C'est ce qui l'a attiré vers la médecine. Il rappelle que : « Il existe, dans la pensée juive, l'idée que si vous sauvez une vie, vous sauvez le monde entier, et c'est ce qui m'a influencé ».
Il meurt le 5 avril 2011 à 85 ans.
La Journée mondiale contre l'hépatite est organisée après l'anniversaire de Blumberg.